# ساج (تاکستان)
ساج، روستایی است از توابع بخش ضیاءآباد شهرستان تاکستان در استان قزوین ایران.
ساج(SAJ)در لغت یه معنای چوب مرغوب و خاص میباشدکه این نوع چوب درساخت کشتی بکارمیرفته است ،گفته میشود نوح نبی در ساخت کشتی خود از این نوع چوب به کار برده است. این روستااولین روستای جاده ساج قرمزآباداست که از صادق آباد(روستای کنار جاده آبگرم) تا قرمزآباد امتداد دارد.این روستا بزرگترین  روستای منطقه و به نوعی مرکز  روستاهای اطراف منطقه است که شهر نشینی در اینجا به وضوح مشخص است بطوریکه در آنجا شما می توانید کافه تریا ، بستنی فروشی سنتی (بستنی خان )، کترینگ غدا ، هایپر مارکت ، پست بانک ، مخابرات ، سالن ورزشی و سرای بهداشت  مشاهده کنید. 
ساج دارای ویلاهای بزرگ و خانه های بازسازی شده میباشد که پایین و بالای جاده ساج (که اخیرا ساخته شده است )قرار گرفتند و در حال حاضر بصورت ییلاق های تابستانی جهت اهالی قدیمی مهاجر و فرزندان آنان استفاده میگردد. چهار فامیلی قدیمی حاج نصیری ، محمدزکی ، هادی ، زمانی و بعنوان فامیلی های بزرگ و ازبنیاد گذاران این روستا مطرح هستند.
بافت و مکان روستای فعلی بافت قدیمی قبل از زلزله بویین زهرادر سال 1341 را نداشته وبافت الان ساج بعد از زلزله ایجاد شده و مکان روستا به جای فعلی منتقل شده و از بافت قدیمی فقط مسجد قدیمی بصورت مخروبه ای کنار رودخانه خشک شده به جا مانده است .
محصولات کشاورزی روستای ساج شامل انگور ، بادام و گردو و گندم ، عدس و... میباشد.

## جمعیت
این روستا در دهستان دودانگه سفلی قرار داشته و براساس سرشماری سال ۱۳۸۵جمعیت آن ۷۳۳نفر (۲۱۳خانوار) بوده است.